# Monika Czernin
Monika Czernin, née le 18 février 1965 à Klagenfurt, est une écrivaine, scénariste, actrice et réalisatrice autrichienne.

## Biographie
Durant sa jeunesse, Monika Czernin est étudiante en sciences de l'éducation, sciences politiques, philosophie et journalisme à l'Université de Vienne.[réf. nécessaire]
En 1999, alors qu'elle est jeune mère, elle publie son premier livre pédagogique Jeder Augenblick ein Staunen. Vom Abenteuer, mit einem Kind zu wachsen (Chaque instant est une merveille. L'aventure de grandir avec un enfant ). Après la fin de son mariage avec le pédiatre suisse Remo H. Largo, elle publie le livre Glückliche Scheidungskinder (Enfants heureux du divorce, 2003) sur les enfants de parents divorcés.
La même année, en 2003, elle publie en France, avec Melissa Müller, Le Coiffeur de Picasso, sur l'histoire de l'amitié entre Pablo Picasso et son coiffeur Eugenio Arias, soldat républicain de la guerre d'Espagne, exilé en France sous l'Espagne franquiste.
En 2011, avec son ex-mari Remo Largo, elle publie Jugendjahre. Kinder durch die Pubertät begleiten (Les années d'adolescence. Guider les enfants jusqu'à la puberté ) sur les problèmes des adolescents tels que la dépendance à l'ordinateur, la fatigue scolaire et la consommation excessive d'alcool,.
En 2021, elle publie l'ouvrage historique Der Kaiser reist inkognito : Joseph II. und das Europa der Aufklärung sur l'empereur Joseph II et ses voyages à travers l'Europe, remarqué par Die Welt en mai 2021.